# Lucio Terzano
Lucio Terzano (22 marzo 1954) è un contrabbassista e bassista italiano.

## Biografia
È uno dei contrabbassisti più richiesti e apprezzati nell'ambito jazz da molti artisti stranieri, per il suo suono intenso, corposo e carico di influenze Bop.
Ha collaborato e registrato al fianco di artisti del calibro Chet Baker, Kenny Clarke, Billy Harper, Lee Konitz, Max Roach, Phil Wood, Roland Prince, Gerry Mulligan, Eddy “Lockjaw” Davis, Bob Berg, Jimmy Cobb, Steve Grossman, Sal Nistico, John Surman, Massimo Urbani.

### Gli inizi
Inizia a suonare da giovane al Jazz Club Capolinea di Milano, insieme ad altri grandi jazzisti italiani del periodo, come Franco Cerri, Guido Manusardi, Franco D'Andrea, Larry Nocella, Tullio De Piscopo, Enrico Intra, Mario Rusca, Gianni Cazzola, Gianni Basso, e Luigi Bonafede.
Come Gabriele Comeglio e Giulio Visibelli, è uno dei primi musicisti italiani a frequentare il Berklee College of Music di Boston.

### Gli anni settanta e il proseguimento dell'attività professionale
Negli anni settanta è fra i contrabbassisti di riferimento nella scena jazziztica italiana. 
Partecipa ad innumerevoli Festival, come Umbria Jazz, Montreux, Saint Vincent, Las Vegas, Venezia, Montecarlo, Campione D'Italia.
Nel 1977 “The Incredible Chet Baker Plays And Sings” (C. Baker, B. Thomas, J. Pelser, R. Joung, G. Basso, G. Pillot) Ed. Carosello.
Dal 1978 all'81, svolge un'intensa attività concertistica con varie formazioni stabili: in trio con F. Cerri ed Enrico Intra, con Guido Manusardi Quartet, con Luigi Bonafede in vari moduli e nel quintetto di Tullio De Piscopo.
Dal 1981 al 1982, frequenta i corsi di contrabbasso, armonia, arrangiamento al Berlklee College of Music di Boston, allievo di Rick Appleman e John Repucci abbina, lo studio ad un'attività professionale nei jazz club della città collaborando con varie formazioni, tra le quali si distingue quella con il quartetto di John Betsch (Archie Shepp).
Al ritorno in Italia nel 1983 inizia anche la sua attività didattica insegnando alla scuola di perfezionamento jazz “Centro Jazz di Torino” con autorevoli colleghi quali M. Rusca, T. De Piscopo, Tiziana Ghiglioni, A. Ponissi, F. Olivieri, e partecipa con alcuni di loro a numerosi eventi.
In quegli anni suona anche stabilmente al Capolinea di Milano con F. D'Andrea, L. Bonafede, L. Nocella, P. Pellegatti; in questo storico locale si presenta spesso l'opportunità di collaborare con prestigiosi musicisti internazionali come: Jack DeJohnette, Chet Baker, Kenny Clarke, Jhon Surman, Harry “Sweet” Edison, Eddy “Lockjaw” Davis, Sal Nistico, Pat La Barbera, Bob Berg, Curtis Fuller, Roland Prince, Gerry Mulligan, Billy Harper, Lee Konitz, Kai Winding, Joe Diorio, Tony Scott.
Tra i numerosi avvenimenti:
- 1982 Kenny Clarke Quartet (Torino Jazz Festival)
- 1983 Sal Nistico Harry Edison Quintet (Torino Jazz Festival), Bob Berg Quartet (Festival “Capolinea”), Eddy Davis- Harry Edison Quintet con F. D'Andrea e G. Cuppini (Festival “Capolinea”)
- 1984 Al Chon Quartet (Milano Festival)
- 1985 Tony Scott-Frank Morgan Quintet (Messina Festival)
- Nel 1985, con il quintetto di Mario Rusca vince un prestigioso premio nazionale organizzato dalla Rai, La Coppa del Jazz 1985, che gratifica il gruppo vincitore con la partecipazione al Festival di Montreal ('86); l'evento viene ricordato con una registrazione: Mario Rusca's quintet  “Coppa del Jazz”, con F. Boltro, G. Comeglio, G. Cazzola. (Ed. Minstrel).
- Negli anni successivi continua la sua attività concertistica a fianco di altri prestigiosi jazzisti, tra i quali: S. Gibellini, A. Kramer, R. Sellani, Al Grey, E. Lucchini.
- Accompagna diverse situazioni musicali, per poi nel 2004 creare lui stesso, un quartetto composto da Pietro Tonolo, Paolo Birro, e Luigi Bonafede, col quale inciderà From this moment on The Music of Cole Porter.

## Didattica e pubblicazioni
Importanti esperienze didattiche sono la collaborazione con la Scuola Civica di Musica della Provincia di Sondrio e con la Scuola Civica di Musica di Cusano Milanino, dal 1999 al 2003, in veste di docente di contrabbasso, basso elettrico e musica d'insieme.
Dal 1996 insegna presso l'Accademia Civica Jazz di Milano, partecipando a numerosi eventi in collaborazione anche con i musicisti docenti dei corsi: Paolo Birro, Mauro Negri, Tony Arco, Roberto Rossi, Enrico Intra, Franco Cerri.
Per l'Edizioni Ricordi, nel 2006 pubblica il metodo: Master in Sezione Ritmica con Tony Arco e Master in Contrabbasso con Marco Vaggi.
Ha svolto attività di insegnamento anche nell'ambito di stage organizzati presso la facoltà di lingue e arti dell'Università di Giacarta (2003) e al Festival Jazz di Città del Messico (2007).
Oggi è docente alla Fondazione Claudio Abbado Civica Scuola di Jazz di Milano AFAM, dove fa parte della Big Band di Enrico Intra e della formazione Intra/Joyce con Tony Arco. 
Insegna al conservatorio di Catania e Alessandria.
- 2006 Master in Sezione Ritmica. (Ed. Ricordi)
- 2007 Master in Contrabbasso jazz. (Ed.Ricordi)

## Registrazioni audio
Collabora e registra con altri prestigiosi musicisti come David Murray, Eddie Daniels, David Raksin, Jimmy Cobb, Max Roach, Marcus Stockhausen, Phil Wood, Steve Grossman, Dave Liebman, Rachel Gould, Domenico La Fasciano; partecipa con loro ad importanti festival e rassegne tra i quali: Taranto ('95), Parma ('96), Valtellina ('97), Siena ('98), Bergamo ('99), Vicenza ('00), Zagabria ('00), Iseo ('01), Praga ('01), Ivrea ('02), Grenada ('03), Jakarta ('03), Città del Guatemala e Città del Messico (‘07) Stoccarda ('08).
Molteplici le registrazioni al “Piccolo Teatro “ di Milano con l'orchestra della Civica Jazz Band e in collaborazione con l'orchestra Verdi di Milano: “The Simphonic Ellington” e “Ance For Duke” (Ed. Soul Note 1999), “New Prospective” con Kenny Barron, (Soul Note 2000), “Italian Jazz Graffiti” (Soul Note 2002). Nel 2000 vengono pubblicate alcune composizioni originali tra le quali “Lune” (Ed.Frescura) eseguita due anni dopo da David Liebman nel disco “Feel” (Ed. Abeat records) e nel 2003 “Fat and funky” (Ed. Ethnoworld) eseguita dalla band Tony Arco & Time Percussion nel disco A Journey within (MAP record). In un'inedita formazione, dal 2004 è alla guida di un quartetto formato da Pietro Tonolo, Paolo Birro e Luigi Bonafede; con loro registra tre cd che attingono alla creatività di altrettanti autori: 
“From this moment on” the music of Cole Porter (Ed. Music Center 2004), “After All” the music of Billy Strayhorn, ospite Sandro Gibellini, (Music Center 2005) e “Orbit” the music of Bill Evans, ospite Roberto Rossi (Music Center 2007). 2008 registrazione di un CD- DVD di musica contemporanea “Duets” con E. Intra, R. Fabbriciani, T. Arco.

## Discografia
- 1977 - The Incredible Chet Baker Plays And Sings - Carosello
- Symbiosis (Atlantic '77)
- NamyManu   (Atlantic '77)
- Bonafede Gruppo Jazz  (Ariston '77)
- Future Percussion (Carosello '78)
- Italian Jazz Ensemble (J.I.I.  '79)
- Riflessioni  (Red Record '79)
- Claudio Fasoli & Pat quartet La Barbera (Dire '79)
- Quartetto Gianni Basso   (Vedette ‘81)
- Omaggio a Bill Evans  (Dire '81)
- Mario Rusca quintet  (Minstrel '86)
- Up And Down   (Red records '87)
- Caravan   (Splasc(h) '97)
- “Where's The Blues” - L. Konitz, M. Rusca, T. Arco  (Saar, '97)
- D.N.A. (E. Rava, M. Rusca, T. Arco)    Ed. Saar '97
- The Simphonic Ellington (Soul Note '99)
- Ance For Duke (CDP'99)
- In Punta Di Cerri(Map '00)
- Live! (Map '00)
- New Perspectives  (Soul Note '00)
- Doina   (Soul Note '00)
- The Woodpecker (Splasc(h) '01)
- Grief In New York (Fonola '02)
- Feel (Abeat Records '02)
- Italian Jazz Graffiti (Soul note '02)
- Siena Concert(Splasc(h) '02)
- Introducing Cues trio (Soul Note '02)
- To Include (Splasc(h) '02)
- A Journey Within (Map, '03)
- Lost In Space - R. Gould, G. Manusardi, S.Gibellini ,G.Visibelli, M.Beggio - (Splasc(h) '03
- From this moment on - P. Birro, P. Tonolo, L. Bonafede (Music Center '04)
- After All – S. Gibellini, P.Tonolo, P. Birro, L.Bonafede  (Music Center  '06)
- Orbit – R. Rossi, P. Tonolo, P. Birro, L. Bonafede (Music Center  '07)
- Folk Tales – G. Manusardi, R. Rossi, G. Cazzola (Soul Note '07)
- Duets – E. Intra, R. Fabbriciani, T. Arco (Limen '08)
- Live in Milan - E. Intra, F. Ambrosetti, T. Arco (Albòre '09)

### Album

#### From this moment on - Lucio Terzano, Pietro Tonolo, Paolo Birro, Tony Arco 2010 Alessio Brocca Edizioni Musicali - Time 48":08
- Dream dancing
- So in love
- Ev'ry time we say goodbye
- I Get a Kick Out of You
- From this moment on
- I Concentrate On You
- Get Out of Town
- I've Got You Under My Skin
- You Do Something to Me

#### Introducing Cues Trio - Tony Arco with Roberto Tarenzi, Lucio Terzano 2008 Kepach Music Srl
- Old devil moon
- Bogotá
- Inno
- Sorry ass
- Lament
- I'll be seeing you
- Manhattan reflections
- Rondò